# Rocca San Felice
Rocca San Felice là một đô thị (comune) thuộc tỉnh Avenllino trong vùng Campania của Ý. Rocca San Felice có diện tích 14 km2, dân số là 894 người (thời điểm ngày 1 tháng 5 năm 2009).